# رياض فريد حجاب
رياض فريد حجاب (مواليد 1966 دير الزور)، مهندس وسياسي سوري يحمل شهادة الدكتوراه في الهندسة الزراعية. كان رئيس وزراء سوريا من حزيران إلى آب 2012. من 2011 إلى 2012 شغل منصب وزير الزراعة.
في 6 آب 2012 أصدرت الحكومة السورية بياناً قالت فيه إن حجاب قد تم عزله من منصبه. بعد ذلك صرح رجل يصف نفسه بأنه المتحدث باسم رياض حجاب وصرحت العديد من المؤسسات الإخبارية أنه استقال وانشق عن النظام السوري بسبب الحرب الأهلية السورية. وفسرت الغارديان تصريحات وزير الإعلام عمران الزعبي في وقت لاحق حول «هروب بعض الشخصيات» على أنها إشارة إلى حجاب. رياض حجاب هو أعلى مسؤول ينشق عن النظام السوري.

## النشأة والتعليم
ولد الحجاب لعائلة مسلمة سنية في مدينة دير الزور عام 1966. حاصل على درجة الدكتوراه في الهندسة الزراعية.

## السيرة المهنية
كان رياض حجاب رئيسًا للاتحاد الوطني للطلاب فرع دير الزور من عام 1989 إلى عام 1998، وكان عضوًا في قيادة فرع حزب البعث من عام 1998 إلى عام 2004. وفي عام 2004 أصبح حجاب أمين فرع حزب البعث العربي الاشتراكي في دير الزور، وهو المنصب الذي احتفظ به حتى عام 2008.
تم تعيين حجاب محافظاً لمحافظة القنيطرة عام 2008، وفي 22 شباط 2011 تم تعيينه محافظًا لمحافظة اللاذقية. كان تعيينه في المرحلة الأولى من الحرب الأهلية السورية. كما تم تعيينه رئيسًا للجنة الأمنية في المحافظة لمراقبة أنشطة المعارضة. تم تعيينه وزيرا للزراعة والإصلاح الزراعي في 14 نيسان 2011 ليحل محل عادل سفر الذي تم تعيينه رئيساً للوزراء.
في 6 حزيران 2012 بعد الانتخابات البرلمانية التي قاطعتها المعارضة قام الرئيس بشار الأسد بتعيين رياض حجاب في منصب رئيس الوزراء. وصفته بي بي سي نيوز بأنه «مؤيد قوي للأسد وعضو رئيسي في حزب البعث الحاكم». وأفادت التقارير أن التعيين فاجأ الخبراء، حيث كان من المتوقع أن يمنح الأسد حكومته المزيد من المصداقية من خلال تسمية شخص غير بعثي. بعد وقت قصير من تعيينه رئيسا للوزراء فرضت وزارة الخزانة الأمريكية عليه عقوبات.

## انشقاقه عن النظام السوري
في السادس من أغسطس من عام 2012، أعلنت وكالة الأنباء السورية الرسمية أن رياض حجاب أقيل من منصبه وأفاد المرصد السوري لحقوق الإنسان في حينها أنه انشق عن النظام وقد قام الجيش الحر بتأمين خروجه من درعا إلى الأردن مع عائلته وعائلات اخوته، كما أكد متحدث رسمي باسم الحكومة الأردنية أنه وصل الأردن. وفي مؤتمر صحفي عقده حجاب في العاصمة الأردنية منتصف شهر آب/ أغسطس قال فيه أنه لم يُقل من منصبه وأنه انشق بإرادته، كما قال أنه جندي مخلص من جنود الثورة السورية 

## الحياة الشخصية
رياض حجاب متزوج ولديه أربعة أبناء

## مشاركته في الثورة السورية
- قام بتأسيس التجمع الوطني الحر للعاملين في مؤسسات الدولة السورية في ديسمبر 2012  الجزيرة وتولى رئاسته حتى مارس 2015. الشرق الاوسط

- كان عضواً في الائتلاف الوطني لقوى الثورة والمعارضة السورية. الجزيرة

- تم انتخابه رئيساً للهيئة العليا للمفاوضات لقوى الثورة والمعارضة السورية في الرياض بتاريخ 17 ديسمبر 2015 ولغاية نوفمبر2017. الجزيرة

## روابط خارجية
- twitter.com

| المناصب السياسية | المناصب السياسية      | المناصب السياسية          |
| ---------------- | --------------------- | ------------------------- |
| سبقه عادل سفر    | رئيس وزراء سوريا 2012 | تبعه عمر غلاونجي بالوكالة |